# Cristina Ferreira
Cristina Maria Jorge Ferreira (Malveira, 9 de setembro de 1977), mais conhecida apenas por Cristina Ferreira, é uma apresentadora de televisão e empresária portuguesa. Foi Consultora Executiva da direção geral da Impresa, enquanto esteve SIC e, atualmente exerce os cargos de Administradora Executiva da Media Capital Digital,Diretora de Entretenimento e Ficção da TVI,acionista da Media Capital(empresa detentora da TVI) e ainda ocupa o lugar de Vogal no Conselho de Administração da mesma.
De entre os profissionais de apresentação de entretenimento em Portugal, Cristina Ferreira, é, de longe, o rosto mais bem pago. Desde a década de 2010 que o seu mediatismo ultrapassa a sua presença na televisão.

## Biografia
Filha única, viveu a infância num meio rural, na Malveira, nas proximidades de Mafra. O pai tem uma oficina de automóveis.
Estudou o ensino secundário em Loures. Tendo sido sempre boa aluna, licenciou-se em História e foi professora de História no ensino secundário, durante dois anos.Também tirou o curso de Ciências da Comunicação na Universidade Autónoma de Lisboa, tendo realizado um estágio de três dias no programa Regiões na RTP1.A sua avaliação de estágio, escrita por Manuel da Costa, indicava: "A ter em conta no dia em que houver uma entrada na RTP. Esta miúda devia estar no topo da lista".
Como acabou por não ficar na RTP, entrou no curso de apresentação lecionado por Emídio Rangel na Universidade Independente. Nos seis meses de formação, teve Manuel Luís Goucha e Júlia Pinheiro como seus professores. No final do curso fez castings e foi selecionada para o Extra, o programa diário do Big Brother, onde fez os seus primeiros diretos na televisão, e posteriormente no programa informativo Diário da Manhã, na altura apresentado por Henrique Garcia e Júlia Pinheiro.
Com menos de um ano de experiência na TV, foi convidada por Júlia Pinheiro e José Eduardo Moniz para apresentar, em conjunto com Manuel Luís Goucha, o programa Você na TV!, talk show matinal transmitido pela TVI desde 2004 e que entre 2007 e 2019 foi o programa líder de audiências no seu horário de emissão.
Apresentou em 2011, também em conjunto com Manuel Luís Goucha, a 4.ª edição do talent show Uma Canção para Ti. Em abril de 2011, foi considerada a melhor apresentadora de televisão do ano, na II Gala Troféus TV7Dias, sucedendo assim a Júlia Pinheiro, que tinha sido a vencedora da 1.ª edição do evento.
Em 2012, voltou a apresentar um programa de horário nobre a um domingo, o talent show A Tua Cara Não Me é Estranha, ao lado de Manuel Luís Goucha. Durante o período em que este programa esteve no ar, eles conciliaram a apresentação deste programa com a do programa matinal "Você na TV!". Ainda em 2012, Ferreira voltou a ser eleita a melhor Apresentadora do Ano, mas desta vez numa votação feita através do Facebook.
Participou, na companhia de Manuel Luís Goucha, num episódio da série de comédia Giras e Falidas, emitida na TVI em 2014.
Em 2013, Cristina voltou a apresentar A Tua Cara Não Me é Estranha ao lado de Manuel Luís Goucha, tendo sido essa a 3.ª edição do talent show. Fez ainda uma participação especial no programa de apanhados Toda a Gente Me Diz Isso, em que fingiu ser uma sósia de si própria que trabalhava numa mercearia. Também em 2013, estreou-se a solo num programa de entretenimento ao domingo e em horário nobre na TVI, intitulado de Dança com as Estrelas, que decorreu durante o verão. O programa começou por perder, mas logo na segunda gala tornou-se um sucesso a nível nacional, liderando as audiências.
De 1 de dezembro de 2013 até 2018, Cristina Ferreira foi Diretora de Conteúdos Não Informativos da TVI, em acumulação com o seu trabalho como apresentadora.
A partir de março de 2017, passou a apresentar o concurso Apanha Se Puderes, que chegou a destronar o programa que era líder de audiências naquele horário (19h) há vários anos, O Preço Certo (RTP1).
A 22 de agosto de 2018, é anunciada a mudança de Cristina Ferreira da TVI para a SIC, informação que acaba por ser confirmada pela Media Capital. Após 16 anos na estação de Queluz de Baixo, a apresentadora mudou-se para a rival SIC, onde assume o comando do novo programa das manhãs e o cargo de Consultora Executiva da Direção-Geral de Entretenimento. Esta terá sido a contratação televisiva mais mediática da década de 2010 em Portugal. Assim, em agosto de 2018 Cristina Ferreira deixa de apresentar o Você na TV!.
A 7 de janeiro de 2019, estreia na SIC O Programa da Cristina, o primeiro programa apresentado por si desde a sua saída da TVI. Contudo, até dia 22 de fevereiro de 2019 ainda foram emitidos episódios de Apanha Se Puderes apresentados por Cristina Ferreira, criando assim uma situação pouco comum na TV portuguesa (em que uma personalidade televisiva de destaque aparece regularmente em dois canais rivais de TV, neste caso a SIC e a TVI). Tal situação prende-se com o facto de terem sido gravados vários episódios do concurso antes do anúncio da saída de Cristina Ferreira da TVI. Em 2019 também apresentou a Gala de premiação dos Globos de Ouro de 2019, tendo vencido uma das categorias da mesma, a de “Personalidade do ano” na área de entretenimento. Ainda em 2019 Cristina recebeu uma estrela em sua homenagem no Muro da Fama - Nirvana Studios. Tendo a SIC passado, em fevereiro de 2019, a ser líder mensal de audiências — a estação já não liderava um mês desde 2007 — situação que se mantém à data do primeiro semestre de 2023, o Observador atribuiu este resultado ao investimento da SIC na contratação de Cristina Ferreira.
Durante a década de 2010, Cristina Ferreira passou a ser umas das figuras públicas mais mediáticas em Portugal. À data de 2017, Cristina Ferreira já era a profissional de apresentação de televisão mais bem paga em Portugal, mantendo esse mesmo estatuto aquando da mudança para a SIC, onde passou a receber um salário ainda maior.
A 17 de julho de 2020, Cristina Ferreira abandonou a SIC para voltar à TVI, de onde saiu em agosto de 2018. Regressa à estação de Queluz de Baixo como Diretora de Entretenimento e Ficção e como acionista da Media Capital, a detentora da TVI. A SIC pediu a Cristina Ferreira 20 202 501,21 euros pelo incumprimento de contrato de forma unilateral que vigorava até dezembro de 2022. O caso polémico entre a comunicadora e o Grupo Impresa, avançou para a justiça e, em novembro de 2024, o Tribunal Judicial da Comarca de Lisboa Oeste decidiu executar bens da empresa Amor Ponto, da apresentadora e do pai, após a condenação pelo Tribunal de Sintra, em junho do mesmo ano, ao pagamento de mais de 3.3 milhões de euros à Sociedade Independente de Comunicação pela quebra de contrato com a estação televisiva. Apesar de o Tribunal ter dado razão parcial às partes, tendo reconhecido um valor de 3.536.666.67 euros da Amor Ponto à SIC, absolveu a apresentadora, acabando assim com uma batalha judicial que durou quatro anos.
Atualmente com um salário de 232 000 euros mensais, Pedro Marta Santos, da revista Sábado, chamou-lhe "a assalariada mais bem paga em Portugal".
Em novembro de 2020, lança o livro "Pra Cima de Puta". O título do livro foi muito polémico, tendo como intuito mostrar o ódio que a apresentadora recebia nas redes sociais, principalmente quando se transferiu da SIC para a TVI. Na obra, são evocados, ao mesmo tempo outros motivos para insultarem Cristina Ferreira - e o próprio livro está dividido por temas, semdp "exibicionista", "gananciosa", "falsa", "manipuladora", "convencida", "vergonhosa", "traidora" alguns dos insultos "temáticos" habitualmente dirigidos à autora.
A 28 de maio de 2022, foi homenageada pela Câmara Municipal de Mafra, tendo sido atribuído o seu nome a um anfiteatro (antigo local onde eram realizadas as feiras) na Malveira, sua terra natal.
Em abril de 2024, a Comunidade Cética Portuguesa (COMCEPT) atribuiu a Cristina Ferreira um dos seus prémios satíricos Unicórnio Voador, prémios votados pelos leitores do site, na categoria Estrela Cadente, dedicada a estrelas de televisão e do mundo artístico, desportivo ou social. A COMCEPT decidiu nomear a apresentadora e empresária por esta "[ter explorado] pessoas emocionalmente vulneráveis no Cristina Talks, um evento de palestras motivacionais".
Em janeiro de 2025, lança a bruma íntima feminina Pipy, do projeto #eusouGIRA.

## Controvérsias
Em junho de 2025, ao comentar, no Dois às 10, o caso de uma mulher de Oliveira do Bairro que foi assassinada pelo homem com quem mantinha uma relação, Cristina Ferreira comentou que a vítima "depois do baile entrou num carro com [o homicida], e aí é que se calhar se pôs a jeito para que isso acontecesse". Esta declaração da apresentadora acabou por ser criticada por vários internautas. Segundo o Correio da Manhã, também foram enviadas exposições sobre as declarações de Cristina Ferreira para a Entidade Reguladora para a Comunicação Social.  Em reação às críticas, a apresentadora afirmou que "a frase 'pôs-se a jeito' usada, no contexto, tinha tudo menos o propósito de culpabilizar a mulher".

## Especulações e posicionamento político
Em janeiro de 2020, a apresentadora marcou presença no programa 5 para a Meia-Noite, de Filomena Cautela, na RTP1, durante o formato do canal público, foi questionada por Cautela sobre uma possível candidatura às eleições presidenciais portuguesas de 2021, não confirmando se o faria. Após a entrevista, as redes sociais ficaram infundadas de comentários e publicações de apoio a Cristina Ferreira.
Em 2024, à conversa com o jornalista André Carvalho Ramos para o CNN Entrevista, na CNN Portugal, afirmou que nunca se candidataria a Primeira-Ministra, mas que, em relação ao cargo de Presidente da República, não desmente uma possível candidatura.Questionada pelo jornalista sobre o seu posicionamento político, Cristina afirmou que vem de uma família de direita, mas que ao longo do seu percurso profissional, tem vindo a ter muita influência de esquerda; apesar disso assume-se como uma mulher de direita e contra extremismos.

## Televisão
| Ano               | Canal | Projeto                                       | Funções                                                                     |
| ----------------- | ----- | --------------------------------------------- | --------------------------------------------------------------------------- |
| 2002              | RTP1  | Regiões                                       | Repórter                                                                    |
| 2002              | TVI   | Olá Portugal                                  | Repórter                                                                    |
| 2003              | TVI   | Big Brother 4                                 | Apresentadora do Extra                                                      |
| 2003              | TVI   | Diário da Manhã                               | Repórter                                                                    |
| 2004 - 2018       | TVI   | Você na TV!                                   | Apresentadora, ao lado de Manuel Luís Goucha                                |
| 2007 - 2010       | TVI   | As Tardes da Júlia                            | Apresentadora, nas ausências de Júlia Pinheiro                              |
| 2011              | TVI   | Uma Canção para Ti 4                          | Apresentadora, ao lado de Manuel Luís Goucha                                |
| 2011 - 2016       | TVI   | Somos Portugal                                | Apresentadora esporádica                                                    |
| 2022 - 2023       | TVI   | Somos Portugal                                | Apresentadora esporádica                                                    |
| 2011 - 2016       | TVI   | A Tarde É Sua                                 | Apresentadora, nas ausências de Fátima Lopes                                |
| 2012              | TVI   | A Tua Cara Não Me É Estranha 1                | Apresentadora, ao lado de Manuel Luís Goucha                                |
| 2012              | TVI   | A Tua Cara Não Me É Estranha 2                | Apresentadora, ao lado de Manuel Luís Goucha                                |
| 2012              | TVI   | A Tua Cara Não Me É Estranha - Duetos         | Apresentadora, ao lado de Manuel Luís Goucha                                |
| 2013              | TVI   | A Tua Cara Não Me É Estranha 3                | Apresentadora, ao lado de Manuel Luís Goucha                                |
| 2013              | TVI   | Dança com as Estrelas 1                       | Apresentadora                                                               |
| 2014              | TVI   | A Tua Cara Não Me É Estranha: Kids            | Apresentadora, ao lado de Manuel Luís Goucha                                |
| 2014              | TVI   | Dança com as Estrelas 2                       | Apresentadora                                                               |
| 2015              | TVI   | Dança com as Estrelas 3                       | Apresentadora, ao lado de Pedro Teixeira                                    |
| 2015              | TVI   | Cristina                                      | Apresentadora                                                               |
| 2015 - 2016       | TVI   | Juntos, Fazemos a Festa                       | Apresentadora                                                               |
| 2016 - 2017       | TVI   | A Tua Cara Não Me É Estranha 4                | Apresentadora, ao lado de Manuel Luís Goucha                                |
| 2017              | TVI   | A Tua Cara Não Me É Estranha - Especial       | Apresentadora, ao lado de Manuel Luís Goucha                                |
| 2017 - 2018       | TVI   | Apanha se Puderes                             | Apresentadora, ao lado de Pedro Teixeira                                    |
| 2018              | TVI   | A Tua Cara Não Me É Estranha 5                | Apresentadora, ao lado de Manuel Luís Goucha                                |
| 2019 - 2020       | SIC   | O Programa da Cristina                        | Apresentadora                                                               |
| 2019              | SIC   | Prémio de Sonho                               | Apresentadora                                                               |
| 2019              | SIC   | Globos de Ouro de 2019                        | Apresentadora                                                               |
| 2020              | TVI   | Dia de Cristina                               | Apresentadora                                                               |
| 2020              | TVI   | Em Família                                    | Apresentadora, ao lado de Manuel Luís Goucha                                |
| 2020 - 2021       | TVI   | Conta-me                                      | Apresentadora                                                               |
| 2021              | TVI   | All Together Now                              | Apresentadora                                                               |
| 2021 - 2022       | TVI   | Cristina ComVida                              | Apresentadora                                                               |
| 2022              | TVI   | Big Brother Famosos 2022                      | Apresentadora                                                               |
| 2022              | TVI   | Big Brother Famosos 2022 - 2.ª edição         | Apresentadora                                                               |
| 2022 / 2024       | TVI   | Goucha                                        | Apresentadora, na ausência de Manuel Luís Goucha                            |
| 2022              | TVI   | Big Brother - Desafio Final 1                 | Apresentadora                                                               |
| 2022              | TVI   | Big Brother 2022                              | Apresentadora                                                               |
| 2023              | TVI   | O Triângulo                                   | Apresentadora                                                               |
| 2023 - 2024       | TVI   | Dois às 10                                    | Apresentadora, ao lado de Cláudio Ramos, na ausência de Maria Botelho Moniz |
| 2023              | TVI   | Big Brother 2023                              | Apresentadora                                                               |
| 2024              | TVI   | Dança com as Estrelas 6                       | Apresentadora, com Bruno Cabrerizo                                          |
| 2024 - presente   | TVI   | Dois às 10                                    | Apresentadora, ao lado de Cláudio Ramos                                     |
| 2024              | TVI   | Secret Story - Casa dos Segredos (8.ª edição) | Apresentadora                                                               |
| 2025 - brevemente | TVI   | Secret Story - Casa dos Segredos (9.ª edição) | Apresentadora                                                               |

Outros / Especiais
- 2007 — Viagem ao Mundo das Maravilhas (TVI)
- 2007 — Participação especial no último episódio de Tempo de Viver (2006) (TVI)
- 2009 — Participação especial em Sentimentos (TVI)
- 2008–2009 — Há Festa no Hospital, com Manuel Luís Goucha (TVI)
- 2010 — Participação Especial na 7.ª temporada de Morangos Com Açúcar (TVI)
- 2010 — Especial Gala Somos Portugal, com Manuel Luís Goucha, Júlia Pinheiro e Fátima Lopes (TVI)
- 2011 — Especial "Ruas Floridas" — Redondo, ao lado de Nuno Eiró (TVI)
- 2011 — Especial "Festas de Ponte de Lima", ao lado de Marisa Cruz (TVI)
- 2011 — Especial "Festa na Praia Albufeira", ao lado de Nuno Eiró (TVI)
- 2011 — Especial "Festa Medieval de Óbidos", ao lado de Nuno Eiró (TVI)
- 2011 — Especial "Festa dos Tabuleiros" — Tomar, ao lado de Nuno Eiró (TVI)
- 2012 — Participação Especial no último episódio da telenovela Anjo Meu (TVI)
- 2012 — Participação especial na telenovela Doida por Ti da TVI
- 2012 — Gala das Estrelas 2012, ao lado de Manuel Luís Goucha e Fátima Lopes (TVI)
- 2013 — Toda a Gente Me Diz Isso, participação especial TVI
- 2013 — Especial 20 anos TVI, ao lado de Manuel Luís Goucha e Fátima Lopes
- 2013 — Gala TVI 20 anos ao lado de Manuel Luís Goucha e Fátima Lopes
- 2013 — Participação especial na telenovela Destinos Cruzados da TVI
- 2013 — Participação especial no Big Brother VIP, no jogo do "Ignorar o Óbvio" (TVI)
- 2013 — Gala das Estrelas 2013, apresentadora ao lado de Manuel Luís Goucha e Fátima Lopes (TVI)
- 2014 — Parabéns TVI — 21.º Aniversário
- 2014 — Gala das Estrelas 2014, apresentadora ao lado de Manuel Luís Goucha e Fátima Lopes (TVI)
- 2015 — Parabéns TVI — 22.º Aniversário
- 2015 — Participação especial na telenovela A Única Mulher da TVI
- 2015 — Especial de Natal, ao lado de Manuel Luís Goucha e Fátima Lopes (TVI)
- 2016 — Gala Elite Model Look — World Final Lisboa 2016, apresentadora ao lado de Ruben Rua (TVI)
- 2016 — Especial Ano Novo, ao lado de Manuel Luís Goucha e Fátima Lopes na TVI
- 2016 — Parabéns TVI — 23.º Aniversário
- 2016 — Participação Especial na série Massa Fresca da TVI
- 2016 — Gala das Estrelas 2016, apresentadora ao lado de Manuel Luís Goucha e Fátima Lopes (TVI)
- 2017 — Parabéns TVI — 24.° Aniversário
- 2017 — Festival da Comida Continente
- 2017 — Fátima 100 anos, apresentadora e repórter (TVI)
- 2018 — Especial 25.° Aniversário TVI
- 2019 — Participação especial no terceiro episódio da série Golpe de Sorte (SIC)
- 2020 — Apresentadora de uma emissão especial do Você na TV! ao lado de Manuel Luís Goucha (TVI)
- 2020 — O Futuro (apresentação da nova grelha da TVI para 2021)
- 2020 — Entrevista Especial a Maria Cerqueira Gomes (TVI)
- 2020 — Noite de Cristina (TVI)
- 2020 — Natal em Família, em dupla com Ruben Rua (TVI)
- 2020 — Somos Natal (TVI)
- 2020 — Concorrente do Mental Samurai — Estrelas de Natal (TVI)
- 2020 — Última emissão do Você na TV!, com Manuel Luís Goucha, Maria Cerqueira Gomes e Iva Domingues (TVI)
- 2021 — Participação no Em Família — Sozinhos na Casa (TVI)
- 2021 — Parabéns, Portugal (28° Aniversário TVI)
- 2021 — Revelação (TVI)
- 2021 — Joga Portugal (TVI)
- 2021 — Dois às 10 — Emissão Especial (TVI)
- 2022 — Entrevista Especial a Mário Ferreira (TVI)
- 2022 — Gala do 29.° Aniversário TVI, com Manuel Luís Goucha (TVI)
- 2022 — Entrevista Especial a José Eduardo Moniz (TVI)
- 2022 — 1 ano de Festa, com Manuel Luís Goucha (TVI)
- 2022 — Cristina e Kasha — Sítio Bom (TVI)
- 2022 — A Grande Corrida de Cristina e Bernardo (TVI)
- 2022-presente — Há Festa no Hospital, com Manuel Luís Goucha (TVI)
- 2023 — Gala do 30.° Aniversário TVI, com José Eduardo Moniz (TVI)
- 2023 — Parabéns, TVI! (TVI)
- 2023 — Dois às 10 — Especial Primavera, com Cláudio Ramos (TVI)
- 2023 — Dois às 10 — Especial Aniversário Festa é Festa, com Cláudio Ramos (TVI)
- 2023 — Goucha — Especial Dia da Família, com Manuel Luís Goucha (TVI)
- 2023 — Dois às 10 — Especial Festas Populares, com Cláudio Ramos (TVI)
- 2023 — Goucha — Especial Festas Populares, com Manuel Luís Goucha (TVI)
- 2023 — Dois às 10 — Especial Festas de Verão, com Cláudio Ramos (TVI)
- 2023 — Dois às 10 — Especial Festa do Emigrante, com Cláudio Ramos e Manuel Luís Goucha (TVI)
- 2023 — Goucha — Especial Festa do Emigrante, com Manuel Luís Goucha e Cláudio Ramos (TVI)
- 2023 — Liga Portugal Awards, com Pedro Pinto (CNN Portugal)
- 2023 — Dois às 10 — Especial Regresso às Aulas, com Cláudio Ramos, Manuel Luís Goucha e Maria Botelho Moniz (TVI)
- 2023 — Goucha — Especial Regresso às Aulas, com Manuel Luís Goucha, Cláudio Ramos e Maria Botelho Moniz(TVI)
- 2023 — Dois às 10 — Especial Outono, com Cláudio Ramos e Maria Botelho Moniz (TVI)
- 2023 — Cristina e David — A Conversa (TVI)
- 2023 — Dois às 10 — Especial Natal, com Cláudio Ramos (TVI)
- 2023 — Goucha — Especial Natal, com Cláudio Ramos (TVI)
- 2023 — Participação no Vai ou Racha — Especial Natal (TVI)
- 2024 - Parabéns, TVI! (TVI)
- 2024 - Cristina entrevista Francisco Monteiro (TVI)
- 2024 — Gala Liga Portugal 2024, com Pedro Pinto (TVI)
- 2025 - Ano Novo, Vida Nova (TVI)
- 2025 — Gala do 32.° Aniversário TVI, (TVI)
- 2025 - Ilha das Vacas Felizes - com Manuel Luís Goucha, Maria Cerqueira Gomes, Rafaela Granado e Rebeca Caldeira (TVI)
- 2025 - Especial Festas Populares - com Cláudio Ramos (TVI)

## Negócios
- Loja de Roupa: Cristina Ferreira é proprietária de uma loja de roupa na Malveira chamada Casiraghi Forever.
- Blogue: A 21 de maio de 2013, Cristina Ferreira lançou um site na internet intitulado de Daily Cristina, onde mostra partes do seu dia e também do seu trabalho em televisão.
- Livros:
  - Publicou em novembro de 2013 um livro de receitas, Deliciosa Cristina, logo na primeira semana vendeu cerca de 3 000 exemplares.[41]
  - Publicou em novembro de 2016 um livro em género de autobiografia, Sentir, logo ao fim de 3 dias vendeu mais de 15 000 exemplares.[42]
  - Publicou em novembro de 2018 um livro sobre conversação em inglês, Falar (Inglês) é Fácil, cujas receitas servirão para apoiar crianças desfavorecidas possam fazer cursos de verão de 15 dias na Universidade de Cambridge.
  - Publicou em novembro de 2020 um livro de reflexão, Pra Cima de Puta, contando com uma forte componente gráfica refletindo sobre a violência verbal nas redes sociais e lançando o debate sobre a forma como esta afeta a vida dos indivíduos.
- Sapatos: Em 2014, Cristina Ferreira teve uma parceria com a marca de sapatos americana Hush Puppies, que a convidou a desenvolver a sua própria linha de calçado.[41]
- Perfumes:
  - Em 2014, a convite da empresa LR Health and Beauty, lançou um perfume feminino em seu nome, designado por "Meu". A primeira edição da fragrância, de cerca de 10 000 unidades, que foi lançada a 20 de outubro de 2014, esgotou em sete dias; a segunda edição, de 5 000 exemplares desapareceu em 5 horas.[41]
  - Em 2016, Cristina Ferreira novamente com a LR Health and Beauty, lançou a versão masculina do perfume "Meu". A primeira edição esgotou nos primeiros dias.[43]
- Revista Cristina: de março de 2015 a dezembro de 2024 publica uma revista mensal com uma primeira tiragem de 100 000 exemplares.[41] A revista recebeu o Prémio Arco-íris em 2018.
- Cosmética: Em 2025, Cristina Ferreira lançou  a sua nova marca, GIRA,  uma marca que apresenta uma gama diversificada de produtos voltados para o bem-estar feminino, incluindo vibradores líquidos com sabores como ICE, café, caipirinha e vodka, uma máscara de limpeza facial e suplementos alimentares em ampolas e em pó, focados na beleza e saúde da pele.

## Prémios
Troféus de Televisão TV 7 Dias/Impala
| Ano  | Prémio                                | Resultado |
| ---- | ------------------------------------- | --------- |
| 2011 | Entretenimento - Melhor Apresentadora | Venceu    |
| 2012 | Entretenimento - Melhor Apresentadora | Indicado  |
| 2013 | Entretenimento - Melhor Apresentadora | Venceu    |
| 2014 | Entretenimento - Melhor Apresentadora | Venceu    |
| 2015 | Entretenimento - Melhor Apresentadora | Indicado  |
| 2016 | Entretenimento - Melhor Apresentadora | Indicado  |
| 2017 | Entretenimento - Melhor Apresentadora | Venceu    |
| 2018 | Entretenimento - Melhor Apresentadora | Indicado  |
| 2019 | Personalidade do Ano                  | Venceu    |
| 2019 | Entretenimento - Melhor Apresentadora | Indicado  |
| 2020 | Entretenimento - Melhor Apresentadora | Indicado  |
| 2021 | Entretenimento - Melhor Apresentadora | Venceu    |

Globos de Ouro
| Ano  | Prémio                                | Resultado |
| ---- | ------------------------------------- | --------- |
| 2019 | Entretenimento - Personalidade do Ano | Venceu    |
| 2021 | Entretenimento - Personalidade do Ano | Indicado  |

Prémios Unicórnio Voador
| Ano  | Prémio          | Resultado | Nota            |
| ---- | --------------- | --------- | --------------- |
| 2023 | Estrela Cadente | Venceu    | Prémio satírico |

## Vida pessoal
A apresentadora foi mãe pela primeira vez em 4 de junho de 2008, de um menino, Tiago, fruto da relação que Cristina manteve desde os 17 anos com António Casinhas, ex-jogador de futebol.
No verão de 2011, Cristina Ferreira pôs fim à sua relação com António Casinhas. No mesmo ano foi considerada pelo Correio da Manhã, através de uma votação feita pelo público, a mulher mais sexy de Portugal.
Depois de estar 13 anos aparentemente solteira e a sua vida amorosa ser muito especulada pela imprensa, em janeiro de 2024 assume um relacionamento com o tenista João Monteiro, 16 anos mais novo (irmão de Francisco Monteiro, participante do Big Brother 2023).